# Associazione nazionale contro la socialdemocrazia
L'Associazione nazionale contro la socialdemocrazia (in tedesco: Reichsverband gegen die Sozialdemokratie) è stata un'associazione tedesca di propaganda attiva nel periodo precedente la prima guerra mondiale.

## Storia
L'associazione fu fondata il 9 maggio 1904 a Berlino da membri dei partiticonservatore, conservatore liberale e nazional-liberale. Eduard von Liebert, governatore dell'Africa orientale tedesca fino al 1901, fu eletto presidente. I politici dell'SPD di solito la chiamavano "Banda bugiarda dell'Impero"(Reichslügenverband).
Lo scopo dell'Associazione del Reich fu di unire tutti i tedeschi non socialdemocratici. Ideologicamente era orientata al militarismo, simile all'Associazione Pan-Tedesca (Alldeutsche Verband) e all'Associazione della Flotta Tedesca (Deutscher Flottenverein). Il Reichsverband pubblicò regolarmente il Manuale propagandistico per elettori non socialdemocratici, analogo al Manuale per elettori socialdemocratici pubblicato dall'esecutivo del partito SPD.

Liebert scrisse nelle sue memorie:
Alle elezioni del Reichstag del 1912, il Partito Socialdemocratico di Germania ottenne il 34,8% dei voti, raddoppiando i suoi seggi nel Reichstag. Di conseguenza, l'Associazione perse molti membri.
Poche settimane dopo lo scoppio della prima guerra mondiale, il 29 agosto 1914, il Reichsverband cessò tutte le sue attività a causa della c.d. politica di Burgfrieden, che mirava a mantenere la pace interna al Reich tedesco per tutta la durata della guerra. Il Comitato Esecutivo sperava, inoltre, che la lotta alla socialdemocrazia non sarebbe più stata necessaria dopo la fine della Grande Guerra.